# Squire Fridell
Squire Franklin Fridell (* 9. Februar 1943 in Oakland, Kalifornien) ist ein US-amerikanischer Schauspieler und Synchronsprecher, der vor allem durch seine Engagements als Werbeschauspieler in über 3.400 Werbespots Bekanntheit erlangte. Weiters wirkte er in mehr als doppelt so vielen Fernseh- und Radiowerbungen im Voice-over-Bereich mit. Bekannt ist er unter anderem für seine Darstellung des offiziellen Ronald McDonald von 1984 bis 1991 oder durch seine Darstellung des Toyotaman in unzähligen US-Werbungen der Toyota Motor Corporation von 1978 bis 2007.
Darüber hinaus ist er als Buchautor, er veröffentlichte 1980 über Harmony Books das Buch Acting in Television Commercials for Fun and Profit, und Besitzer des Weingutes GlenLyon Vineyards and Winery im Sonoma Valley bekannt.

## Leben und Karriere
Squire Fridell wurde am 9. Februar 1943 in der Großstadt Oakland im US-Bundesstaat Kalifornien geboren. Im fortgeschritteneren Alter besuchte er die University of the Pacific in Stockton, Kalifornien, wo er der Bruderschaft Phi Sigma Kappa angehörte und von der er einen Bachelor-Abschluss hat. Seine weitere Ausbildung brachte ihn ans Occidental College nach Eagle Rock, Los Angeles, die er mit einem Master in Schauspiel- und Regiearbeit abschloss. In weiterer Folge war er von 1966 bis 1975 Leiter und Regisseur der Theatertruppe der El Rancho High School in Pico Rivera, sowie von 1975 bis 1977 Film- und Schauspiellehrer am Rio Hondo College im nahegelegenen Whittier, Kalifornien. Diese Tätigkeit übte er daraufhin auch von 1976 bis 1977 am Cerritos College, sowie am Long Beach City College aus und fand auch noch im Jahre 1980 zu einem kurzen Engagement als Schauspiellehrer an allen drei dieser Colleges. In diesem Jahr veröffentlichte er über Harmony Books auch das Buch Acting in Television Commercials for Fun and Profit. Bereits ab der 1960er bis Mitte der 1970er trat er als Theaterschauspieler in diversen Stücken des South Coast Repertory in Erscheinung. Parallel zu seiner Tätigkeit als Lehrer und Collegeprofessor war er vor allem ab dem Jahr 1970 als Werbeschauspieler für das US-Fernsehen im Einsatz und entwickelte sich im Laufe der Jahre zu einem der bekanntesten Gesichter im Werbefernsehen der Vereinigten Staaten. Daneben wurde er ab dieser Zeit bis Mitte der 1990er auch als Schauspieler in Film und Fernsehen eingesetzt und brachte es dabei zu nicht unwesentlichen Rollen, darunter sogar Hauptrollen.
So hatte er 1970 Gast- bzw. Kurzauftritte in jeweils einer Episode von The Bold Ones: The New Doctors, Der Chef oder Adam-12, in der er bis 1972 in weiteren zwei Episoden in verschiedenen Rollen zu sehen war. 1972 kam er zu seiner ersten nicht unwesentlichen Filmrolle in Paul Wendkos’ Fernsehfilm The Strangers in 7A mit Andy Griffith, Ida Lupino und Michael Brandon, gefolgt von einem weiteren Filmauftritt in Don McDougalls Die 250.000-Dollar-Puppe. Nach eher kleinen Rollen in einer Episode der NBC-Serie Police Story (1973) und im Thriller The Missing Are Deadly, einem weiteren Film unter der Regie von Don McDougall, kam er im Jahre 1977 zu einer der Hauptrollen als Frank Ryan in der nur kurzlebigen Universal-Television-Serie Rosetti and Ryan, in der er neben Tony Roberts als Joe Rosetti agierte. Von Ende der 1970er bis Anfang der 1980er Jahre folgten für Fridell eine Reihe von Gastauftritten in Fernsehserien, jedoch auch Einsätze in Spielfilmen. Während dieser Zeit wurde er in jeweils einer Folge von Einsatz Petticoat (1978), Vegas (1979), The Ropers (1979), sowie M*A*S*H eingesetzt und hatte auch einen Auftritt in der Nebenrolle des Phil Sawyer in Human Feelings aus der Feder von Henry Bloomstein und unter der Regie von Ernest Pintoff, wo er unter anderem neben Nancy Walker und Billy Crystal zu sehen war.
In der 1982 veröffentlichten Sexkomödie Pink Motel von Regisseur Mike MacFarland mimte er den Charakter George, ehe er danach 1984 in Gastrollen in je einer Episode von Mama’s Family und Newhart zu sehen war, sowie in der Komödie Herz ist Trumpf unter der Regie von Terry Hughes mitspielte. Gegen Ende der 1980er Jahre wurden seine Schauspielauftritte in Filmen und Fernsehserien zunehmend weniger. Unter Jim Kouf bekam er 1986 die Rolle als Yates in der Komödie Miracles – Ein ganz unglaubliches Abenteuer, ehe man ihn im Jahr 1988 in Stewart Raffills Mick, mein Freund vom anderen Stern in seiner damaligen Paraderolle als Ronald McDonald sah. Im Jahre 1990 trat der im Laufe seiner Karriere in über 3.400 Werbesendungen aufgetretene und in mehr als doppelt so vielen Radio- und Fernsehwerbespots im Voice-over-Bereich tätig gewesene Squire Fridell abermals in einer Filmproduktion als Ronald McDonald in Erscheinung. Im Kurzfilm The Adventures of Ronald McDonald: McTreasure Island lieh er dem rothaarigen Clown im gelben Anzug seine Stimme. Nach einem Auftritt als Byron Walsh in einer der letzten Episoden der NBC-Serie Der Nachtfalke im Jahre 1991, hatte er danach nur mehr Einsätze im Fernsehfilm Bay City Story (1992), in John Carpenters Das Dorf der Verdammten (1995) und im 1996 veröffentlichten Videospiel Top Gun: Fire at Will, in dem er den Air Boss sprach.
Vom Nachrichtenmagazin Newsweek wurde der vor allem als The Toyotaman und Ronald McDonald bekannte Fridell zum „ungekrönten König der Werbespots“ ernannt, nachdem er unter anderem im Jahre 1981 in 110 verschiedenen 30- und 60-sekündigen Werbesendungen aufgetreten war. Während er von 1978 bis 2007 knapp drei Jahrzehnte lang das Gesicht von Toyota bei unzähligen Werbespots war, trat er auch im Jahre 2010, nachdem das Unternehmen ein Jahr zuvor aufgrund der schlecht ausgefallenen Sicherheitstests einen Imageschaden erlitten hatte, wieder in seiner Rolle als Toyotaman in Erscheinung, um an der Imageaufbesserung des japanischen Unternehmens in den Vereinigten Staaten zu arbeiten. Als offiziellen Ronald McDonald der McDonald’s Corporation sah man ihn von 1984 bis 1991 in ebenfalls unzähligen Werbekampagnen. Die Rolle der Werbefigur übernahm er vom Schauspieler und Komiker King Moody (1929–2001), der sie ab dem Jahre 1975 innehatte. In weiterer Folge gab er seine Rolle bereits ab 1990, obwohl er noch bis 1991 als Ronald McDonald zu sehen war, an den etwas jüngeren Jack Deopke ab.
Während seiner aktiven Zeit als Schauspieler in Film, Fernsehen und Werbung galt er als einer der letzten Contract Players der Universal Studios, der im Laufe seiner Karriere, im Gegensatz zur Vielzahl von Schauspielern, keine Arbeitslosenunterstützung bezog, sondern immer durchgehend unter Vertrag stand. Neben dem bereits erwähnten Buch, das 1980 erstmals veröffentlicht wurde und heute bereits in der vierten Auflage erscheint, schrieb Squire Fridell auch das Skript zu vier Theaterstücken, die auch aufgeführt wurden, sowie das Drehbuch zu einem Film, der jedoch in weiterer Folge nicht gedreht wurde. Über seine Stimmen in deutschsprachigen Synchronfassungen ist nur verhältnismäßig wenig bekannt; die Deutsche Synchronkartei nennt mit Till Hagen (Der Nachtfalke), Randolf Kronberg (Vegas) und Reinhard Brock (Das Dorf der Verdammten) drei deutsche Stimme Fridells.
Seit 1986 lebt er mit seiner Ehefrau Suzy, einer ehemaligen professionellen Tänzerin und späteren Tanztrainerin, in Glen Ellen im kalifornischen Weinbaugebiet Sonoma Valley, wo er seit 1989 zusammen mit seiner Frau das Weingut GlenLyon Vineyards and Winery betreibt. Im Jahre 1977 heiratete Squire Fridell die damals bereits als professionelle Tänzerin auftretende
Suzanne „Suzy“ McDermaid. Während er zu dieser Zeit in Los Angeles lebte, seine Frau jedoch ein Loft in Manhattan besaß, pendelten die beide jahrelang zwischen den beiden Metropolen, ehe Suzy Fridell ihr Loft Anfang der 1980er aufgab und zusammen mit ihrem Gatten nach Sunset Beach bei Huntington Beach zog. Nach einigen Jahren zogen sie daraufhin auf das bereits erwähnte Weingut. Zusammen haben die beiden eine 1982 in Los Angeles geborene Tochter mit dem Namen Alexandra „Lexy“ McDermaid Fridell. Bereits als Kind war sie in den 1980ern an der Seite ihres Vaters zu sehen, ehe sie selbst eine Karriere als Schauspielerin startete.

## Filmografie
Filme (auch Kurzauftritte)
- 1972: The Strangers in 7A
- 1972: Die 250.000-Dollar-Puppe (The Heist)
- 1975: The Missing Are Deadly
- 1978: Human Feelings
- 1982: Pink Motel
- 1984: Herz ist Trumpf (For Love or Money)
- 1986: Miracles – Ein ganz unglaubliches Abenteuer (Miracles)
- 1988: Mick, mein Freund vom anderen Stern (Mac and Me)
- 1990: The Adventures of Ronald McDonald: McTreasure Island (Kurzfilm, Sprechrolle)
- 1992: Bay City Story
- 1995: Das Dorf der Verdammten (John Carpenter’s Village of the Damned)

Serien (auch Gast- und Kurzauftritte)
- 1970: The Bold Ones: The New Doctors (1 Episode)
- 1970: Der Chef (Ironside) (1 Episode)
- 1970–1972: Adam-12 (3 Episoden)
- 1973: Police Story (1 Episode)
- 1977: Rosetti and Ryan
- 1978: Einsatz Petticoat (Operation Petticoat) (1 Episode)
- 1979: Vegas (Vega$) (1 Episode)
- 1979: The Ropers (1 Episode)
- 1981: M*A*S*H (1 Episode)
- 1984: Mama’s Family (1 Episode)
- 1984: Newhart (1 Episode)
- 1991: Der Nachtfalke (Midnight Caller) (1 Episode)